# ساباريمالا
ساباريمالا هو معبد هندوسي في ولاية كيرالا. ويُحظر دخول النساء، في المرحلة العمرية من عشرة إلى خمسين سنة أو ما يُعرف "بسن الطمث"، معبد ساباريمالا. ويقع هذا المعبد على تلة ويزوره ملايين الرجال سنويا، يتسلقون التل وهم حفاة الأقدام لزيارة المذبح المقدس. وهناك طرق عدة لدخول المذبح، أبرزها التسلق لحوالي 18 خطوة مقدسة أعلى التل ثم الدخول إليه، ووفقاً للموقع الإلكتروني لمعبد ساباريمالا، يُعد هذا النشاط مقدسا، ولا يسمح بممارسته إلا بعد الصيام لمدة 41 يوما. ويُفتح المعبد لفترات قصيرة على مدار العام.